# Кизилбас
Кизилба́с (каз. Қызылбас) — село у складі Таскалинського району Західноказахстанської області Казахстану. Входить до складу Актауського сільського округу.
У радянські часи село називалось Кизил.
Населення — 22 особи (2021; 38 у 2009, 63 у 1999, 91 у 1989).